# Surmin (wódz)
Surmin – litewski wódz, dowódca zamku w Kolajnie i w Wielonie.
Wywodził się z okolic Kulwy. Według Piotra z Dusburga 23 kwietnia 1290 roku dowodził obroną zamku w Kolajnie przeciwko siłom krzyżackim. 12 maja tego samego roku w zasadzce oddziału Surmina zginął krzyżacki komtur z Ragnety. Według litewskiej legendy (umieszczonej w kronice Marcina Muriniusa) zwycięstwo Litwinom miał zapewnić podstęp, w którym Nodam, jeden z żołnierzy Surmina znający język polski, miał przebrać się w kobiece ubrania i nawoływać krzyżaków po polsku, udając chrześcijankę i prosząc o ratunek. W chwili, gdy krzyżacy zbliżali się z pomocą, miały ich napaść czekające na to wojska litewskie.
Następnie organizował litewską obronę w nadniemeńskich zamkach. W 1313 roku bronił zamku w Wielonie. W czasie bitwy z rozkazu Witenesa dowodził liczącymi około 700 żołnierzy siłami litewskimi. W jej czasie Litwini zniszczyli krzyżacki statek opisywany przez kronikarzy mianem „galery” lub „wielkiego jak zamek”. W czasie bitwy miał zginąć brat Surmina - Stoldon.
Bohater utworów Surmin i Nodam oraz Surmin za Witenesa wchodzących w skład Śpiewek o dawnych Litwinach do roku 1434 Jana Czeczota.